# Éric Hély
Éric Hély, né le 25 octobre 1964 à Dourdan (Essonne), est un footballeur français devenu entraîneur.

## Biographie

### En tant que joueur
En 1979, alors joueur des Lions Alfortville, il termine deuxième du concours national du jeune footballeur.
Éric Hély est repéré à l'âge de 14 ans par le FC Sochaux-Montbéliard et intègre son centre de formation. Il remporte notamment la coupe Gambardella et le championnat d'Europe des moins de 18 ans en 1983. Mais ne parvenant pas à s'y imposer, il quitte le club après seulement 2 apparitions en championnat.
Il passe par la suite par de nombreux clubs de deuxième division alternant les saisons pleines et les saisons compliquées. Il jouera successivement au Stade brestois 29, au Chamois niortais, à l'Olympique d'Alès, au SO Châtellerault, au CS Louhans-Cuiseaux puis de nouveau au SO Châtellerault entre 1983 et 1993.

### En tant qu'entraîneur
Éric Hély passe ses diplômes d'entraîneur dès ses 29 ans. Il découvre le métier d'entraîneur lors de son deuxième passage au SO Châtellerault au cours duquel, en parallèle de sa carrière de joueur, il entraîne les moins de 19 ans. Il prend en charge par la suite l'équipe du CA Saint-Jean-de-Maurienne puis le centre de formation de l'AS Beauvais.
En février 2002, après deux semaines de stage au CTNFS de Clairefontaine, il est diplômé du brevet d'État d'éducateur sportif 2e degré (BEES 2).
Il revient en 2003 dans son club formateur, le FC Sochaux-Montbéliard, afin d'entraîner les moins de 19 ans. Il forme notamment Marvin Martin ou Ryad Boudebouz et remporte la coupe Gambardella en 2007. Il prend, à partir de 2008, la direction de la réserve du club sochalien et atteint avec celle-ci la finale du championnat de France des réserves en 2009.
Le 6 mars 2012, Mécha Baždarević est licencié pour mauvais résultats et Éric Hély est nommé à sa place afin de sauver le club de la relégation. Il a notamment été choisi parce qu'il a formé de nombreux joueurs de l'effectif. Bernard Genghini est chargé de l'épauler.
Pour son premier match sur le banc, il mène Sochaux à la victoire face à Évian Thonon-Gaillard (3-2) grâce à un doublé d'Édouard Butin et un autre but de Vincent Nogueira. Cela faisait quatre mois que le club franc-comtois n'avait plus gagné de match. Début avril, il comptabilise trois victoires et une défaite, face à l'Olympique lyonnais, relançant ainsi les lionceaux dans la course au maintien. Avec finalement 7 victoires en 12 matches, il permet au club sochalien de terminer quatorzième et de se maintenir en Ligue 1.
En septembre 2013, il démissionne de son poste d'entraîneur du FC Sochaux-Montbéliard à la suite de son mauvais début de saison. Le 1er juillet 2014, il est nommé directeur du Centre de formation du club.
À la suite de la mise à l'écart d'Olivier Echouafni le 15 septembre 2015, il se retrouve par intérim et en compagnie d'Omar Daf, de nouveau, à la tête de l'équipe première.
En juillet 2019, il devient l'entraîneur de l'équipe U19 de l'Olympique Lyonnais.

## Palmarès

### En tant que joueur

#### En club
- FC Sochaux-Montbéliard
  - Coupe Gambardella
    - Vainqueur : 1983,

#### En sélection
- France -18 ans
  - Championnat d'Europe des moins de 18 ans
    - Vainqueur : 1983.

### En tant qu'entraîneur
- FC Sochaux-Montbéliard
  - Coupe Gambardella
    - Vainqueur : 2007, 2015

  - Championnat de France des réserves
    - FInaliste : 2009.

- Olympique Lyonnais U19
  - Coupe Gambardella
    - Vainqueur : 2022

## Activités annexes

### Filmographie
- 2013 : Comme un lion de Samuel Collardey : Lui-même (caméo)